# イーライ・ホワイトサイド
ダスティン・イーライ・ホワイトサイド（Dustin Eli Whiteside, 1979年10月22日 - ）は、アメリカ合衆国ミシシッピ州ニューアルバーニー出身の元プロ野球選手（捕手）。右投右打。

## 経歴

### プロ入り前
WPダニエル高校を卒業し、デルタ大学に進学した。

### オリオールズ時代
2001年のMLBドラフト6巡目（全体173位）でボルチモア・オリオールズから指名され、入団。
2005年7月4日にジェロニモ・ギルの離脱にともないメジャーに昇格し、翌5日には、メジャーデビューを果たした。一度、マイナーに戻り、9月に再度昇格を果たした。
2007年にFAになり、退団した。オリオールズには6年間在籍したが、メジャーでプレーしたのはたったの9試合だけだった。

### ツインズ傘下時代
2008年の開幕前にミネソタ・ツインズと契約した。しかし、AAA級ロチェスター・レッドウイングスで8試合に出場しただけで4月30日に放出された。

### ジャイアンツ時代
ツインズ退団の5日後にサンフランシスコ・ジャイアンツと契約し、AAA級フレズノ・グリズリーズでプレーした。2008年は一度もメジャーでプレーする事は無かった。
2009年は開幕をAAA級フレズノで迎えたが。5月24日に離脱したパブロ・サンドバルの代わりに昇格し、ベンジー・モリーナの控えとなった。これによって、イーライは4年ぶりにメジャーでプレーする事となり、また、初めてナショナル・リーグでプレーする事となった。8月5日にはヒューストン・アストロズ戦でブライアン・モーラーからメジャー初本塁打となる満塁本塁打を放った。
2010年には、チームがサンフランシスコに移転後初めてのワールドシリーズ優勝を果たし、ホワイトサイドはバスター・ポージーのバックアップとして初の優勝を経験した。
2011年は5月25日にバスター・ポージーがクロスプレーで負傷し、シーズン中の復帰となったため、クリス・スチュワートと併用される形で出番が増えた。
2012年は開幕をAAA級フレズノで迎えた。7月18日にヘクター・サンチェスが故障者リスト入りしたため昇格した。

### レンジャーズ傘下時代
2012年11月5日にウェーバーでニューヨーク・ヤンキースへ移籍。11月28日にDFAとなる。12月3日に再度ウェーバーでトロント・ブルージェイズに移籍した。12月12日にまたもウェーバーでテキサス・レンジャーズに移籍した。
2013年1月3日にDFAとなり、1月4日にAAA級ラウンドロック・エクスプレスに降格。オフの10月1日にFAとなった。

### カブス時代
2013年11月15日にシカゴ・カブスとマイナー契約を結んだ。
2014年6月3日に2年ぶりにメジャー昇格した。6月22日にDFAとなり、25日にAAA級アイオワ・カブスに降格した。9月29日にFAとなった。

### 引退後
2014年11月1日にアトランタ・ブレーブスとマイナー契約を結んだが、2015年1月26日に現役引退を表明。
その後、ジャイアンツのブルペン捕手に就任した。

## 詳細情報

### 年度別打撃成績
| 年 度     | 球 団     | 試 合 | 打 席 | 打 数 | 得 点 | 安 打 | 二 塁 打 | 三 塁 打 | 本 塁 打 | 塁 打 | 打 点 | 盗 塁 | 盗 塁 死 | 犠 打 | 犠 飛 | 四 球 | 敬 遠 | 死 球 | 三 振 | 併 殺 打 | 打 率 | 出 塁 率 | 長 打 率 | O P S |
| --------- | --------- | ----- | ----- | ----- | ----- | ----- | -------- | -------- | -------- | ----- | ----- | ----- | -------- | ----- | ----- | ----- | ----- | ----- | ----- | -------- | ----- | -------- | -------- | ----- |
| 2005      | BAL       | 9     | 12    | 12    | 1     | 3     | 0        | 0        | 0        | 3     | 1     | 0     | 0        | 0     | 0     | 0     | 0     | 0     | 2     | 1        | .250  | .250     | .250     | .500  |
| 2009      | SF        | 49    | 134   | 127   | 15    | 29    | 6        | 1        | 2        | 43    | 13    | 0     | 0        | 0     | 0     | 4     | 1     | 3     | 30    | 4        | .228  | .269     | .339     | .607  |
| 2010      | SF        | 56    | 141   | 126   | 19    | 30    | 6        | 1        | 4        | 50    | 10    | 1     | 2        | 3     | 0     | 8     | 0     | 3     | 35    | 4        | .238  | .299     | .397     | .696  |
| 2011      | SF        | 82    | 236   | 213   | 14    | 42    | 8        | 2        | 4        | 66    | 17    | 2     | 1        | 1     | 2     | 18    | 3     | 2     | 59    | 8        | .197  | .264     | .310     | .574  |
| 2012      | SF        | 12    | 14    | 11    | 3     | 1     | 1        | 0        | 0        | 2     | 2     | 0     | 0        | 0     | 1     | 1     | 0     | 1     | 4     | 0        | .091  | .214     | .182     | .396  |
| 2014      | CHC       | 8     | 26    | 25    | 0     | 3     | 1        | 0        | 0        | 4     | 2     | 1     | 0        | 0     | 1     | 0     | 0     | 0     | 8     | 0        | .120  | .115     | .160     | .275  |
| 通算：6年 | 通算：6年 | 216   | 563   | 514   | 52    | 108   | 22       | 4        | 10       | 168   | 45    | 4     | 3        | 4     | 4     | 31    | 4     | 9     | 138   | 17       | .210  | .265     | .327     | .592  |

- 2006年 - 2008年、2013年は試合出場なし。

### 背番号
- 15 (2005年 - 同年途中)
- 77 (2005年途中 - 同年)
- 22 (2009年 - 2012年)
- 32 (2014年)